# Šeroslepost
Šeroslepost (nyktalopie, též hemeralopie) je nemoc oka, která se projevuje zhoršeným nebo zaniklým viděním za šera. Vzniká v důsledku poruchy funkce sítnicových tyčinek. Příčiny mohou být dědičné, ale takto se může projevovat i nedostatek vitamínu A.